# 山下香織
山下 香織（やました かおり、1986年1月2日 - ）は、鹿児島讀賣テレビ（KYT）のアナウンサー。福岡県福岡市出身。

## 来歴・人物
- 福岡県福岡市出身。血液型はA型。
- 福岡県立修猷館高等学校、九州大学文学部卒業後、2008年に鹿児島讀賣テレビ（KYT）に入社。
- 前任の徳住有香から地上デジタル放送推進大使を引き継ぎ、2008年から2011年の地デジ完全移行まで務めた。
- 2017年5月12日放送の『金曜ロードSHOW!・特別エンターテインメント全国好きな嫌いなアナウンサー大賞2017』（日本テレビ制作）に出演。MCのくりぃむしちゅー上田晋也に「正式に言いなよ」と促され、実はKYT news every.の共演がきっかけで知り合った同局の同僚内田直之アナウンサーと2013年に結婚していた事を告白。「子供(娘)は1歳半になりました。これからもよろしくお願いします。」と発表した。視聴者にはこれまで明かしていなかったという。
- 2015年8月30日を最後に産休に入っていたが、2016年11月1日からアナウンサーに復帰した[3]。2018年9月29日の「ユメイロ@ネット」をもって再び産休に入った[4]。

## 出演番組

### 現在
・KYT news every.（金曜日キャスター、2024年4月5日-）
・KYTニュース

### 過去
- KYT Newsリアルタイム （2009年10月5日～2010年3月26日）
- KYT news every. （2010年3月29日～2013年3月）
- ユメイロ@ネット （2013年4月～2015年8月30日[5]・2017年4月1日～[6]2018年9月29日）
- KYTニュースなど